# Денников, Юрий Иннокентьевич
Юрий Иннокентьевич Денников (16 августа 1924 — 11 декабря 2000) — советский борец вольного стиля, чемпион и призёр чемпионатов СССР, мастер спорта СССР (1950). Занялся борьбой в 1938 году. Участник 8 чемпионатов страны. Судья всесоюзной категории (1970).
Похоронен на Николо-Архангельском кладбище.

## Спортивные результаты
- Чемпионат СССР по вольной борьбе 1950 года — ;
- Чемпионат СССР по вольной борьбе 1951 года — ;